# كأس تونس للكرة الطائرة للرجال 2020–21
كأس تونس للكرة الطائرة للرجال 2020-2021 هو الموسم رقم 65 من كأس تونس للكرة الطائرة للرجال.
فاز بهذا الموسم الترجي الرياضي التونسي.

## روابط خارجية
- الموقع الرسمي للجامعة التونسية للكرة الطائرة.